# Alphaproteobacteria
Alphaproteobacteria je třída gramnegativních bakterií z kmene Proteobacteria, která zahrnuje jak fototrofní, tak heterotrofní druhy. Řada alfaproteobakterií žije v symbióze, například Rhizobium (hlízková bakterie), naopak mnohé druhy jsou patogenní rostlinám (Agrobacterium) a člověku (Rickettsia). Dle endosymbiotické teorie pochází mitochondrie eukaryotických organismů právě z endosymbiotických bakterií, příbuzných dnešním Alphaproteobacteria.